# Little House: The Last Farewell
Little House: The Last Farewell är en amerikansk TV-film från 1984 med manus och regi av Michael Landon. 
Den är en av de tre TV-filmer som avslutade TV-serien Lilla huset på prärien.

## Handling
Charles och Caroline besöker Walnut Grove och är glada över att kunna bo i "Det lilla huset", när John och Sarah Carter åker iväg ett tag. Samtidigt får invånarna veta att en markexploateringsmagnat, Nathan Lassiter, har förvärvat äganderätten till all mark i Hero Township. 
Efter att ha misslyckats med att besegra hans anspråk på rättsliga grunder och även med vapen, inspirerar Laura byborna att ventilera sin ilska över vad de ser som en stor orättvisa och de beslutar sig för en drastisk handlingsplan. När Lassiter anländer för att göra anspråk på Walnut Grove, finner han alla stadens byggnader ödelagda och att invånarna har givit sig iväg för att starta nya liv på annat håll, så som många av dem har gjort många gånger förr. 

## Rollista i urval
- Melissa Gilbert - Laura Ingalls Wilder
- Dean Butler - Almanzo Wilder
- Richard Bull - Nels Oleson
- Victor French - Isaiah Edwards
- Kevin Hagen - Dr. Hiram Baker
- Dabbs Greer - Rev. Robert Alden
- Jonathan Gilbert - Willie Oleson
- Allison Balson - Nancy Oleson
- Stan Ivar - John Carter
- Pamela Roylance - Sarah Carter
- Lindsay Kennedy - Jeb Carter
- David Friedman - Jason Carter
- Shannen Doherty - Jenny Wilder
- Leslie Landon - Etta Plum
- Robert Casper - Sherwood Montague
- Sherri Stoner - Rachel Brown Oleson
- James Karen - Nathan Lassiter
- Dennis Robertson - Drew Coleson
- Roger Torrey - Överste Forbes
- Karen Grassle - Caroline Ingalls
- Michael Landon - Charles Ingalls